# 1967年の野球
1967年の野球（1967ねんのやきゅう）では、1967年の野球界における動向をまとめる。

## 競技結果

### 日本プロ野球

#### ペナントレース
| 順位 | 球団             | 勝 | 敗 | 分 | 勝率 | 差   |
| 1位  | 読売ジャイアンツ | 84 | 46 | 4  | .646 | 優勝 |
| 2位  | 中日ドラゴンズ   | 72 | 58 | 4  | .554 | 12.0 |
| 3位  | 阪神タイガース   | 70 | 60 | 6  | .538 | 14.0 |
| 4位  | 大洋ホエールズ   | 59 | 71 | 5  | .454 | 25.0 |
| 5位  | サンケイアトムズ | 58 | 72 | 5  | .446 | 26.0 |
| 6位  | 広島カープ       | 47 | 83 | 8  | .362 | 37.0 |

| 順位 | 球団             | 勝 | 敗 | 分 | 勝率 | 差   |
| 1位  | 阪急ブレーブス   | 75 | 55 | 4  | .577 | 優勝 |
| 2位  | 西鉄ライオンズ   | 66 | 64 | 10 | .508 | 9.0  |
| 3位  | 東映フライヤーズ | 65 | 65 | 4  | .500 | 10.0 |
| 4位  | 南海ホークス     | 64 | 66 | 3  | .492 | 11.0 |
| 5位  | 東京オリオンズ   | 61 | 69 | 7  | .469 | 14.0 |
| 6位  | 近鉄バファローズ | 59 | 71 | 2  | .454 | 16.0 |

#### 日本シリーズ
| 日付                                   | 試合   | ビジター球団（先攻） | スコア | ホーム球団（後攻） | 開催球場     |
| -------------------------------------- | ------ | -------------------- | ------ | ------------------ | ------------ |
| 10月21日（土）                         | 第1戦  | 読売ジャイアンツ     | 7 - 3  | 阪急ブレーブス     | 阪急西宮球場 |
| 10月22日（日）                         | 第2戦  | 読売ジャイアンツ     | 1 - 0  | 阪急ブレーブス     | 阪急西宮球場 |
| 10月23日（月）                         | 移動日 | 移動日               | 移動日 | 移動日             | 移動日       |
| 10月24日（火）                         | 第3戦  | 阪急ブレーブス       | 1 - 6  | 読売ジャイアンツ   | 後楽園球場   |
| 10月25日（水）                         | 第4戦  | 阪急ブレーブス       | 9 - 5  | 読売ジャイアンツ   | 後楽園球場   |
| 10月26日（木）                         | 第5戦  | 阪急ブレーブス       | 6 - 3  | 読売ジャイアンツ   | 後楽園球場   |
| 10月27日（金）                         | 移動日 | 移動日               | 移動日 | 移動日             | 移動日       |
| 10月28日（土）                         | 第6戦  | 読売ジャイアンツ     | 9 - 3  | 阪急ブレーブス     | 阪急西宮球場 |
| 優勝：読売ジャイアンツ（3年連続9回目） |        |                      |        |                    |              |

#### 個人タイトル
|                               | セントラル・リーグ | セントラル・リーグ | セントラル・リーグ | パシフィック・リーグ | パシフィック・リーグ | パシフィック・リーグ |
| タイトル                      | 選手               | 球団               | 成績               | 選手                 | 球団                 | 成績                 |
| ----------------------------- | ------------------ | ------------------ | ------------------ | -------------------- | -------------------- | -------------------- |
| 最優秀選手                    | 王貞治             | 巨人               |                    | 足立光宏             | 阪急                 |                      |
| 最優秀新人                    | 武上四郎           | サンケイ           |                    | 高橋善正             | 東映                 |                      |
| 最優秀投手                    | 小川健太郎         | 中日               |                    |                      |                      |                      |
| 沢村栄治賞                    | 小川健太郎         | 中日               |                    |                      |                      |                      |
| 首位打者                      | 中暁生             | 中日               | .343               | 張本勲               | 東映                 | .336                 |
| 最多本塁打                    | 王貞治             | 巨人               | 47本               | 野村克也             | 南海                 | 35本                 |
| 最多打点                      | 王貞治             | 巨人               | 108打点            | 野村克也             | 南海                 | 100打点              |
| 最多盗塁                      | 柴田勲             | 巨人               | 70盗塁             | 西田孝之             | 東京                 | 32盗塁               |
| 最多安打                      | 藤田平             | 阪神               | 154安打            | 土井正博             | 近鉄                 | 147安打              |
| 最多出塁数(セ) 最高出塁率(パ) | 王貞治             | 巨人               | 276出塁            | 張本勲               | 東映                 | .439                 |
| 最優秀防御率                  | 権藤正利           | 阪神               | 1.40               | 足立光宏             | 阪急                 | 1.75                 |
| 最多勝利                      | 小川健太郎         | 中日               | 29勝               | 池永正明             | 西鉄                 | 23勝                 |
| 最多奪三振                    | 江夏豊             | 阪神               | 225奪三振          | 鈴木啓示             | 近鉄                 | 222奪三振            |
| 最高勝率                      | 堀内恒夫           | 巨人               | .857               | 石井茂雄             | 阪急                 | .692                 |

#### ベストナイン
|          | セントラル・リーグ | セントラル・リーグ | パシフィック・リーグ | パシフィック・リーグ |
| 守備位置 | 選手               | 球団               | 選手                 | 球団                 |
| -------- | ------------------ | ------------------ | -------------------- | -------------------- |
| 投手     | 小川健太郎         | 中日               | 足立光宏             | 阪急                 |
| 捕手     | 森昌彦             | 巨人               | 野村克也             | 南海                 |
| 一塁手   | 王貞治             | 巨人               | 大杉勝男             | 東映                 |
| 二塁手   | 高木守道           | 中日               | D.ブレイザー         | 南海                 |
| 三塁手   | 長嶋茂雄           | 巨人               | 森本潔               | 阪急                 |
| 遊撃手   | 藤田平             | 阪神               | 大下剛史             | 東映                 |
| 外野手   | 近藤和彦           | 大洋               | 土井正博             | 近鉄                 |
| 外野手   | 柴田勲             | 巨人               | 長池徳二             | 阪急                 |
| 外野手   | 中暁生             | 中日               | 張本勲               | 東映                 |

### 高校野球
- 第39回選抜高等学校野球大会優勝：津久見（大分県）
- 第49回全国高等学校野球選手権大会優勝：習志野（千葉県）

### 大学野球
- 第16回全日本大学野球選手権大会優勝：中央大

- 東京六大学野球連盟優勝 春：慶應義塾大、秋：法政大
- 東都大学野球連盟優勝 春：中央大、秋：亜細亜大
- 関西大学野球連合優勝 春：関西大、秋：近畿大

### 社会人野球
- 第38回都市対抗野球大会優勝：日本石油
- 第17回日本産業対抗野球大会優勝：日産自動車

### メジャーリーグ
- ワールドシリーズ
セントルイス・カージナルス（ナ・リーグ） （4勝3敗） ボストン・レッドソックス（ア・リーグ）

## できごと

### 4月
- 4月7日 - 第39回選抜高校野球大会の決勝戦が午後1時2分より甲子園球場にて行われ、津久見高校が高知高校を延長10回の末2-1で破り優勝[2]。
- 4月8日
  - プロ野球がセ・パ同時期に開幕[3]。
  - 東京オリオンズの小山正明が対南海ホークス1回戦の5回表に南海の打者小泉恒美から三振を奪い、プロ通算2500奪三振を達成[4]。醍醐猛夫がプロ通算1000試合出場を達成[5]。
- 4月11日 - サンケイの徳武定祐がこの日の神宮球場での対広島1回戦に出場せず、連続試合出場の記録が821試合で途絶える[6]。
- 4月25日 - 東京の坂井勝二が東京スタジアムでの対東映4回戦に先発し、東映を9回まで無安打無得点に抑えるが、10回表先頭打者の種茂雅之に三塁打を打たれた後2失点し、チームは東映に0-2で敗戦したため敗戦投手となる[7]。

### 5月
- 5月3日 - 東映の尾崎行雄が大阪球場での対南海4回戦に先発して勝利投手となり、プロ通算100勝を達成[8]。
- 5月4日 - 南海の広瀬叔功が大阪球場での対東映5回戦の2回裏に2号本塁打を放ち、プロ通算100本塁打を達成[9]。
- 5月17日 - 近鉄の監督兼選手の小玉明利が東京スタジアムでの対東京7回戦に出場して通算1710試合出場を達成し、パ・リーグ最多試合出場の新記録となる[10]。
- 5月18日
  - 大洋の桑田武が後楽園球場での対巨人8回戦の2回表に5号本塁打を放ち、プロ通算200本塁打を達成[11]。
  - 中日ドラゴンズは監督の西沢道夫が休養し、近藤貞雄が監督代行を務めると発表[12]。
- 5月19日 - 東京の小山正明が東京スタジアムでの対南海5回戦で勝利投手となり、プロ通算250勝を達成[13]。
- 5月22日 - 法政の田淵幸一が東京六大学春季リーグの対慶應3回戦の二回表に9号本塁打、延長11回に10号本塁打を打ち、六大学野球新記録の通算10本塁打を達成[14]。
- 5月23日 - サンケイは監督の飯田徳治がチームの成績不振を理由に休養し、ヘッドコーチの中原宏が監督代理となることを発表[15]。
- 5月31日 - 東映の張本勲が日生球場での対近鉄7回戦の二回表に11号本塁打を打ち、プロ通算200本塁打を達成[16]。

### 6月
- 6月2日 - 大洋ホエールズのオーナーの中部謙吉が午後5時から東京・大手町の大洋漁業本社にて記者会見し、監督の三原脩が休養し、ヘッドコーチの別当薫が代理監督を務めると発表[17]。
- 6月6日
  - 阪急の長池徳士が、4日対西宮球場での東映戦第三打席、第四打席で本塁打を放ち、この日の西宮球場での対南海10回戦の第一打席、第二打席でも本塁打を放ち、パ・リーグ新記録となる四打席連続本塁打を達成[18]。
  - 阪急の梶本隆夫が西宮球場での対南海10回戦で6勝目を挙げ、プロ通算200勝を達成[18]。
- 6月10日 - 広島の鵜狩道旺がウエスタン・リーグの対近鉄戦において、リーグ史上初の完全試合を達成[19]。
- 6月7日 - 巨人の金田正一が川崎球場での対大洋10回戦で先発し、16三振を奪い1試合奪三振のセ・リーグ新記録を達成[20]。
- 6月14日 - 東京の榎本喜八が東京スタジアムでの対東映フライヤーズ11回戦の7回裏に代打で登場して二塁打を放ち、パ・リーグ新記録の通算1828安打を記録[21]。
- 6月18日
  - 中日の葛城隆雄が広島市民球場での対広島14回戦の一回表に中前安打を打ち、プロ通算1500安打を達成[22]。
  - 巨人の国松彰が後楽園球場での対大洋13回戦に出場し、プロ通算1000試合出場を達成[23]。
- 6月19日 - 東京のオーナーの永田雅一は東京・京橋の大映本社にて緊急の幹部会を招集し、監督の戸倉勝城に休養を命じ、ヘッドコーチの濃人渉を監督代理に任命することを決定[24]。
- 6月20日 - 中日の葛城隆雄が中日球場での対大洋9回戦に出場し、プロ通算1500試合出場を達成[25]。
- 6月21日 - 中日の葛城隆雄が中日球場での対大洋10回戦の4回裏に8号本塁打を放ち、プロ通算150本塁打を達成[26]。
- 6月23日 - 巨人の柳田利夫が南海へ金銭トレードされる[27]。
- 6月24日 - サンケイの豊田泰光が神宮球場での対大洋11回戦の2回裏に4号本塁打を放ち、プロ通算250本塁打を達成[28]。

### 7月
- 7月7日
  - サンケイは5月23日から休養していた監督の飯田徳治が8日の対阪神戦から監督に復帰すると発表[29]。
  - 東映の伊藤芳明が後楽園球場での対南海15回戦の九回表に小池兼司から三振を奪い、プロ通算1000奪三振を達成[30]。
- 7月10日
  - 巨人の王貞治が川崎球場での対大洋15回戦の2回表に25号本塁打を放ち、プロ通算1000安打を達成[31]。
  - 巨人は前富士鉄広畑の監督の前川八郎がスカウト部長に就任したと発表[32]。
- 7月19日 - 東映の白仁天が後楽園球場での対近鉄14回戦の9回裏、3-5と二点リードされた場面で本塁打を放ち逆転サヨナラ本塁打となるところが、白は前の走者の吉田正昭を追い越したため、白はアウトとなり、「3点本塁打」が「2点適時打」となり同点にとどまる。試合も延長10回近鉄に6-5と敗戦[33]。
- 7月23日 - セ・パ両リーグ共に前半戦の日程が終了。セは巨人が2位と6.5ゲーム差の首位、パ・リーグは阪急が2位の8ゲーム差の首位[34]。
- 7月30日 - 東京スタジアムでの東京対阪急のダブルヘッダー第1試合の2回無死一、二塁の場面で、阪急の二塁手の住友平が一人でトリプルプレーを達成[35]。

### 8月
- 8月6日 - 巨人の田中久寿男が神宮球場での対サンケイ戦16回戦に出場し、プロ通算1000試合出場を達成[36]。
- 8月14日 - 巨人の長島茂雄が後楽園球場での対サンケイ19回戦の1回裏に14号本塁打を放ち、プロ通算250本塁打を達成[37]。
- 8月15日 - 東京はオーナーの永田雅一が東京・京橋の大映本社で午前10時より記者会見を行い、監督が戸倉勝城に代わりヘッドコーチの濃人渉が昇格したと発表[38]。
- 8月31日 - 巨人の王貞治が後楽園球場での対サンケイ戦で1回裏に39号本塁打、3回裏に40号本塁打を放ち、プロ通算300本塁打を達成[39]。

### 9月
- 9月7日 - 西鉄の若生忠男が平和台球場での対阪急22回戦に登板し、プロ通算500試合登板を達成[40]。
- 9月10日 - 阪神対巨人戦で阪神の藤井栄治、中日対大洋戦で中日の高木守道、広島対サンケイ戦で広島の鎌田豊がサヨナラホームランを放った。史上初めて3カードが同日にサヨナラゲーム、しかもホームランで決着した。[41]
- 9月17日
  - 西鉄の若生忠男が西宮球場での対阪急26回戦に先発し、ノーヒットノーランを達成[42]。
  - 巨人の長島茂雄が後楽園球場での対サンケイ25回戦の6回裏に三塁打を放ち、プロ通算1500安打を達成[43]。
- 9月23日 - 後楽園球場での阪神対大洋24回戦の1回表、二死満塁で打者森中千香良のカウント2ストライクからの3球目の判定に対し、阪神の監督の藤本定義が主審の大谷泰司に抗議。約30分後に試合が再開されたが、審判団はプレーボールの状態で1分待ったが阪神の選手がグラウンドに入らなかったとして、阪神の放棄試合を宣告[44]。

### 10月
- 10月1日 - 阪急は西京極球場での対東映ダブルヘッダー第一試合10-6と勝利し、大阪球場での南海対西鉄ダブルヘッダー第二試合で西鉄が南海に4-5と敗戦したため、阪急のリーグ優勝が決まる[45]。
- 10月3日 - 大洋の監督の三原脩が東京の自宅にて、今シーズン限りで退団すると表明[46]。
- 10月4日 - 大洋は監督の三原脩の退団を認めたと発表[47]。
- 10月7日 - 巨人のリーグ優勝が決定。2位の中日が中日球場での対サンケイダブルヘッダー第一試合の24回戦に5-9でサンケイに敗れたため[48]。
- 10月10日
  - 巨人の堀内恒夫が後楽園球場での対広島22回戦に先発し、ノーヒットノーランを達成。また打撃では2、4、6回と3打席連続本塁打を記録[49]。
  - 阪急の梶本隆夫が西宮球場での対西鉄27回戦の八回表に伊藤光四郎から三振を奪い、プロ通算2500奪三振を達成[50]。
- 10月14日 - 阪神の山内一弘が東京スタジアムでの対サンケイダブルヘッダー第二試合24回戦の8回裏に安打を放ち、プロ通算2000安打を達成[51]。
- 10月17日 - パ・リーグは東京球場での東京対近鉄ダブルヘッダー25、26回戦を消化し、全日程を終了[52]。
- 10月19日 - セ・リーグは神宮球場でのサンケイ対広島ダブルヘッダー26、27回戦を消化し、全日程を終了[53]。
- 10月21日 - プロ野球オーナー会議が午後5時半から西宮市の料亭「つる家」で行われ、東京のオーナーの永田雅一が来季の公式戦を136試合とし、そのうち30試合を両リーグによる交流戦を30試合行うことを提案[54]。
- 10月23日 - 広島は監督の長谷川良平に対して解任を通告[55]。
- 10月28日 - 日本シリーズが西宮球場にて行われ、巨人が阪急に9-3で勝ち4勝2敗で下し、3年連続の日本一を達成[56][57]。
- 10月30日 - プロ野球の最優秀選手、最優秀新人、ベストナインを決定する記者投票の開票が午前10時30分から東京・銀座のコミッショナー事務局にて行われ、午後3時、同事務局は最優秀選手にセ・リーグは巨人の王貞治、パ・リーグは阪急の足立光宏、最優秀新人にセ・リーグはサンケイの武上四郎、パ・リーグは東映の高橋善正が選出されたと発表[58]。
- 10月31日
  - 沢村賞の選考が東京運動記者クラブによって正午から東京・有楽町の「レバンテ」にて行われ、中日の小川健太郎を選出[59]。
  - 中日は名古屋市中区の中日新聞本社にて、中日新聞常務取締役の小山武夫が球団社長に就任したと発表[60]。

### 11月
- 11月1日 - サンケイは午後4時半より東京・有楽町のラクチョウ・ビルにて記者会見し監督に別所毅彦、ヘッドコーチに楠安夫、投手コーチに山根俊英、打撃コーチ兼主将に豊田泰光が就任したと正式に発表[61]。
- 11月6日 - 近鉄は午後4時から大阪市天王寺区の近鉄会館にて記者会見し、前大洋監督の三原脩が新監督に就任したと正式に発表[62][63]。
- 11月9日 - プロ野球新人選択会議が午前11時から東京・日比谷の日生会館にて開かれる[64]。
- 11月14日 - 巨人は白石勝巳がヘッドコーチに就任したと正式に発表[65]。
- 11月20日 - 大洋は午後2時より東京・丸の内の大洋漁業本社にて臨時取締役会を開き、球団社長の辻村正一の辞任と中部利三郎の就任を決定[66]。
- 11月24日
  - 西鉄は井上善夫と巨人の益田昭雄・吉田勝豊のトレードが成立したと発表[67]。
  - 野球博物館に表彰、掲載される野球人を選出する野球博物館競技者表彰委員会が午後3時半から東京・銀座のプロ野球コミッショナー事務局にて開かれ記者投票の開票が行われたが、全員が規定得票数に届かなかったため、2年連続で選出者なしとなった[68]。
- 11月25日 - 東映フライヤーズは監督の水原茂を解任し、午後5時半より東京・銀座西の東映本社にて大下弘が新監督に就任すると正式に発表[69]。
- 11月28日 - 中日は午後5時から名古屋市中区の球団事務所にて記者会見し、球団代表の吉江信太郎が顧問に就任し球団代表の小山武夫が代表を兼務、中日案内広告社長の東方利重が代表代理に就任したと発表[70]。

### 12月
- 12月5日
  - 巨人の塩原明が球団に対し現役引退を申し入れ、了承される[71]。
  - 近鉄は本堂安次がコーチに就任すると発表[72]。
  - 阪神の投手コーチの川崎徳次が球団に対し退団を申し入れ、了承される[73]。
- 12月6日 - 近鉄は木原義隆を大洋へ金銭トレードすると発表[74]。
- 12月7日 - 阪神の藤本勝巳が球団に対し体力の限界を理由に現役引退を申し入れ、了承される[75]。
- 12月12日 - サンケイは日刊スポーツ記者の田口周が二軍の打撃兼内野コーチに、ランニング・コーチに赤坂宏三が就任したと発表[76]。
- 12月18日 - 広島は広島市の広島グランドホテルにて来季より球団名を「広島東洋カープ」とし、コーチの根本陸夫が新監督に就任したと正式に発表[77]。
- 12月26日 - 中日は午後1時より名古屋市中区の中日新聞社にて役員会を開き、球団代表代理の東方重利が球団代表となり、球団代表と球団社長を兼任していた小山武夫が球団社長に専念することを決定[78]。

## 誕生

### 1月
- 1月26日 - 高橋智

### 2月
- 2月1日 - 大久保博元
- 2月26日 - 初芝清

### 3月
- 3月2日 - レオ・ゴメス
- 3月3日 - 島崎毅
- 3月6日 - 小川博文
- 3月8日 - 鈴木英之
- 3月11日 - ドゥエイン・ホージー
- 3月15日 - ロバート・ローズ
- 3月17日 - 中村武志

### 4月
- 4月16日 - 高信二
- 4月23日 - レアール・コーミエ（+ 2021年）
- 4月24日 - オマー・ビスケル
- 4月26日 - ブライアン・ウォーレン

### 5月
- 5月2日 - ヘルマン・メサ
- 5月5日 - 葛西稔
- 5月10日 - 今久留主成幸
- 5月15日 - ジョン・スモルツ
- 5月16日 - 前原博之
- 5月26日 - 福沢洋一
- 5月31日 - ケニー・ロフトン

### 6月
- 6月3日 - 入来智（+ 2023年）
- 6月4日 - スコット・サーバイス
- 6月12日 - 池上誠一
- 6月17日 - 大島公一
- 6月23日 - 渡辺智男

### 7月
- 7月4日 - ビニー・カスティーヤ
- 7月5日 - 弓長起浩
- 7月7日 - 西山秀二
- 7月14日 - ロビン・ベンチュラ
- 7月17日 - 李昊星（+ 2008年）
- 7月21日 - 遠山奨志

### 8月
- 8月4日 - ドミンゴ・マルティネス
- 8月18日 - 清原和博
- 8月26日 - 大塚光二
- 8月26日 - 佐々岡真司

### 9月
- 9月3日 - ルイス・ゴンザレス
- 9月8日 - 横田久則
- 9月19日 - ジム・アボット
- 9月21日 - デニー友利
- 9月26日 - ブライアン・トラックスラー（+ 2004年）

### 10月
- 10月12日 - マイケル・ディミューロ
- 10月13日 - トレバー・ホフマン
- 10月17日 - マーク・ジョンソン
- 10月20日 - ハービー・プリアム
- 10月21日 - 河本育之
- 10月23日 - オマール・リナレス
- 10月29日 - ナルシソ・エルビラ（+ 2020年）
- 10月30日 - 小島弘務

### 11月
- 11月4日 - 中山裕章

### 12月
- 12月14日 - 田中幸雄
- 12月17日 - 松田慎司
- 12月22日 - 河田雄祐

## 死去
- 4月18日 - 稲川東一郎（* 1905年）
- 7月21日 - ジミー・フォックス（* 1907年）